# Saint Thomas Middle Island
Saint Thomas Middle Island ist eines der 14 Parishes der Inselgruppe St. Kitts und Nevis. Es liegt auf der Hauptinsel Saint Kitts und hat eine Landfläche von 23,55 km². Im Jahr 2022 wurden 2657 Einwohner gezählt. Die Hauptstadt ist Middle Island.